# Stylianos Schicho
Stylianos Schicho (* 1977 in Wien) ist ein österreichischer Maler.

## Leben und Werk
Schicho studierte ab 1998 an der Universität für angewandte Kunst Wien unter Prof. Wolfgang Herzig und schloss das Studium 2005 mit einem Diplom mit Auszeichnung ab.

## Malstil
Hartwig Knack, Kurator der Kunsthalle Krems, beschreibt die Arbeiten von Stylianos Schicho im Text zur Ausstellung 2006 (Auszug): Der Themenkreis Wahrnehmung, Überwachung, Beobachtung und Selbstbeobachtung übernimmt in den Arbeiten des 1977 in Wien geborenen Künstlers Stylianos Schicho eine tragende Rolle. Ihm geht es um das Ausloten von „Beobachtungs- oder Überwachungsräumen“, in denen durch die Positionierung von Kameras beobachtet und überwacht wird.

## Ausstellungen
2022
- "ROLAND REITER / STYLIANOS SCHICHO" Benjamin Eck Projects, München/DE, Two Person Exhibitions
- "Stylianos Schicho ZUGUNNRUHE" Galerie Ernst Hilger, Wien/AT, Einzelausstellung[2]
- VIENNACONTEMPORARY 2022 / Galerie Ernst Hilger, Wien/AT, Gruppenausstellung
- "STYLIANOS SCHICHO" galeriekrems / museumkrems, Krems/AT, Einzelausstellung[3]
- "sinNe_Wahrnehmung und Ausnahme / millstART in MILLSTATT 2022" Stift Millstatt, Millstatt am See/AT, Gruppenausstellung
- "Ortswechsel" Blau-Gelbe-Galerie, St. Peter in der Au/AT, Gruppenausstellung

2021
- "Winter Special" L.art Galerie, Salzburg/AT, Gruppenausstellung
- "Laura Nitsche / Stylianos Schicho" L.art Galerie, Salzburg/AT, Two Person Exhibitions
- PARALLEL VIENNA 2021 / GALLERY STATEMENT / Hilger NEXT > Stylianos Schicho – NESTLESS, Wien/AT, Einzelausstellung
- PARALLEL VIENNA 2021 / GALLERY STATEMENT / KUNSTRAUM AM SCHAUPLATZ, Wien/AT, Gruppenausstellung
- "Stylianos Schicho WAITING GAMES" Hilger NEXT, Wien/AT, Einzelausstellung
- "K)EIN MENSCH IST EINE INSEL" Künstlerhaus – K/haus, Wien, Gruppenausstellung

2020
- "HALF A POUND OF ART" størpunkt Gallery, München/DE, Gruppenausstellung
- PARALLEL VIENNA 2020 / ARTIST STATEMENT > Stylianos Schicho – DETOUR, Wien/AT, Einzelausstellung
- "FRISCHLUFT" NOEDOK – Dokumentationszentrum für moderne Kunst Niederösterreich, St. Pölten/AT, Gruppenausstellung
- "FUTUR III > Bilder zur Zeit für Morgen" Galerie Freihausgasse · Galerie der Stadt Villach, Villach/AT, Gruppenausstellung
- "XX ART Flânerie" Zein Editions, Wien/AT, Gruppenausstellung
- "KEIN HALBES DUTZEND" Galerie Heimo Bachlechner, Graz/AT, Gruppenausstellung
- "Group Show 2020" Galerie Clairefontaine, Luxembourg, Gruppenausstellung
- Stylianos Schicho, Brotfabrik Wien, Bildraum Studio, Wien/AT, Einzelausstellung

2019
- "TREMBLING TRACES" Stefan Zsaitsits & Stylianos Schicho – størpunkt Gallery, München/DE, Duo Exhibition
- "lacking truth" ada – artistic dynamic association, Wien/AT, Gruppenausstellung
- "?ℂ??ℂ??ℂ! The Batz Collection"" Improper Walls, Wien/AT, Gruppenausstellung
- "OPEN ART 2019" Summerstage, Wien/AT, Gruppenausstellung
- "EDEN” Loft8 Galerie, Wien/AT, Einzelausstellung[4]
- "Realität ins Bild bringen" NöART, Niederösterreich/AT, Gruppenausstellung[5]
- ART VIENNA / Loft8 Galerie, Wien, Gruppenausstellung
- ART KARLSRUHE / Galerie Clairefontaine, Luxembourg, Gruppenausstellung

2018
- "on paper / part I" galerie GALERIE, Graz/AT, Gruppenausstellung
- "MONUMENTAL" størpunkt Gallery, München/DE, Gruppenausstellung
- ART BODENSEE / galerie GALERIE, Graz/AT, Gruppenausstellung
- "THE LIGHTNESS OF BEING" Galerie Clairefontaine, Luxembourg, Gruppenausstellung
- "APOSEMATIC APPEAL" galerie GALERIE, Graz/AT, Einzelausstellung
- "MIRROR MIRROR MIRROR" Galerie Clairefontaine, Luxembourg, Einzelausstellung
- ART KARLSRUHE / Galerie Clairefontaine, Luxembourg, Gruppenausstellung
- STYLIANOS SCHICHO "Another point of YOU" Strabag Kunstforum, Wien/AT, Einzelausstellung

2017
- "ÄSTHETIK DER VERÄNDERUNG" 150 Jahre Universität für angewandte Kunst Wien, MAK – Österreichisches Museum für angewandte Kunst / Gegenwartskunst, Wien/AT, Gruppenausstellung
- "Galerie M" Galerie.Z, Hard/AT, Gruppenausstellung
- PARALLEL VIENNA 2017 / PRAXIS DES 21. JAHRHUNDERTS / TRILEMMA, Wien/AT, Gruppenausstellung
- "Bonjour Luxembourg" Landesgalerie Burgenland / AT, Gruppenausstellung
- "multiple choice" Galerie Clairefontaine, Luxembourg, Gruppenausstellung
- STRABAG Artaward International 2017, Strabag Kunstforum, Wien/AT, Gruppenausstellung
- "EXCENTRIFUGAL" Wendelin Pressl – Stylianos Schicho, Salzamt, Linz/AT, Gruppenausstellung
- "EXCENTRIFUGAL" Wendelin Pressl – Stylianos Schicho, Galerie im Traklhaus, Salzburg/AT, Gruppenausstellung
- ART KARLSRUHE / Galerie Clairefontaine, Luxembourg, Gruppenausstellung

2016
- “SHORTCUT” Galerie Clairefontaine, Luxemburg, Einzelausstellung[6]
- DALLAS ART FAIR / 10 Hanover, London/GB, Gruppenausstellung[7]
- „Option Project“, Sotheby’s, Wien/AT, Gruppenausstellung
- „STYLIANOS SCHICHO“ Kunstfabrik Groß Sigharts, Österreich, Einzelausstellung

2015
- “ENCHANTING TREASURES” Galerie Clairefontaine, Luxembourg, Gruppenausstellung[8]
- LUXEMBOURG ART WEEK / Galerie Clairefontaine, Luxembourg, Gruppenausstellung
- Stylianos Schicho „ELEVATOR PAINTINGS“ Loft 8, Wien/AT, Einzelausstellung[9]
- „Sommerfrische“ Weyregg am Attersee/AT, Gruppenausstellung
- „GELB – Aktuelle Positionen Österreichischer Kunst“ BIG gallery, Dortmund/DE, Gruppenausstellung
- „BÆD ART“ Projektraum Lucas Cuturi, Wien/AT, Einzelausstellung
- „FREEZE!“ Wien Energie, Wien/AT, Einzelausstellung[10]

2014
- „Figuration zwischen Traum und Wirklichkeit“ Museum Angerlehner, Thalheim bei Wels/AT, Gruppenausstellung[11]
- PARALLEL VIENNA 2014 / Cooperation: Alex Kiessling and Stylianos Schicho, Wien/AT, Gruppenausstellung
- „Fluxus – eine Ausstellung als Performance“ Vienna Contemporary, Gruppenausstellung
- „600 Mio. – Freunde und Komplizen“ Künstlerhaus – K/haus, Wien, Gruppenausstellung[12]
- „Sommerfrische 2030“ Galerie Erlas/Traunkirchen/AT, Gruppenausstellung
- „Café Draschan“ Apartment Draschan, Wien/AT, Gruppenausstellung
- „Stylianos Schicho – IN THE MEAN/TIME“ Galerie Clairefontaine, Luxemburg, Einzelausstellung[13]

2013
- „25 years – Galerie Clairefontaine“ Galerie Clairefontaine, Luxemburg, Gruppenausstellung
- „Das Exponentiell“ AUSARTEN[ ] e.V., Wien/AT, Gruppenausstellung
- CONTEMPORARY ISTANBUL / Lukas Feichtner Galerie, Wien/AT, Gruppenausstellung
- VIENNAFAIR The New Contemporary / Lukas Feichtner Galerie, Wien/AT, Gruppenausstellung
- UNSEEN AMSTERDAM / Galerie Wim van Krimpen, Amsterdam/NL, Gruppenausstellung
- „Skulptur/Raum/Bild“ Lukas Feichtner Galerie, Wien/AT, Gruppenausstellung
- „Mensbeeld“ Galerie van Krimpen, Amsterdam/NL, Gruppenausstellung
- „Visual Soliloquies – Visuelle Selbstgespräche“ Galerie Kaethe Zwach, Schörfling am Attersee/AT, Einzelausstellung
- „IONISPHÄRE“ BA-CA Kunstforum (Tresor), Wien, Gruppenausstellung

2012
- Lukas Feichtner Galerie, Wien, „bLISSFULLY bURSTING bUBBLES“, Einzelausstellung[14]
- CONTEMPORARY ISTANBUL / Lukas Feichtner Galerie, Wien/AT, Gruppenausstellung
- “Poetic Renaissance” Galerie Clairefontaine, Luxemburg, Gruppenausstellung
- „k/haus 18 – Malerei der Gegenwart“ Kunstmuseum Artemons, Gruppenausstellung
- „The Monkey on My Back“ Künstlerhaus – K/haus, Wien, Einzelausstellung[15]
- „La Tabula“ Museum Humanum, Fratres, Gruppenausstellung
- „Face It“ Yoshis Contemporary Art Gallery, Wien, Gruppenausstellung
- Lukas Feichtner Galerie, Wien, „spring salad“, Gruppenausstellung
- „STYLIANOS SCHICHO OBSERVED“ Galerie Clairefontaine, Luxemburg, Einzelausstellung

2011
- „Public Fears“ CAPe – Centre des arts pluriels ed.juncker, Ettelbrück/Luxemburg, Einzelausstellung
- ART AMSTERDAM / Galerie Wim van Krimpen, Amsterdam/NL, Gruppenausstellung
- ART ROTTERDAM / Galerie Wim van Krimpen, Amsterdam/NL, Gruppenausstellung
- METAmART – Marktmodelle. Die Verkaufsmesse? ( …THE DAY AFTER THE EURO) Künstlerhaus Wien, Vienna
- „young art auction 2011“ Artware, Novomatic Forum, Wien
- „schilderijen 2008-2011 van stylianos schicho“ Galerie van Krimpen, Amsterdam, Einzelausstellung
- „The Excitement Continues“ – Zeitgenössische Kunst aus der Sammlung Leopold II, Leopold Museum Wien[16]
- “geen gezichten” Galerie van Krimpen, Amsterdam, Gruppenausstellung
- „painting stories“, 50 plin 1 Gallery (50 plin 1 Gallery), Cyprus, Gruppenausstellung
- „THE WYNWOOD PAINTINGS“ Studio show, C-Collection residency, Miami
- „PROTRAIT“[17], Wien, Gruppenausstellung
- „AUS:stellung:sichtzug“[18], Wien, Gruppenausstellung

2010
- „young art auction 2010“ Artware, Novomatic Forum, Wien
- ART AMSTERDAM / Galerie Wim van Krimpen, Amsterdam/NL, Gruppenausstellung
- PULSE Art Fair New York / Lukas Feichtner Galerie, Wien/AT, Gruppenausstellung
- Sucht Selbst – 12 c Raum für Kunst, Schnifis, Gruppenausstellung
- G11 Galerie, Berlin, „757“, Gruppenausstellung
- Lukas Feichtner Galerie, Wien, „Perspex People“, Einzelausstellung[19]

2009
- For Security Reasons, Showroom MAMA, Rotterdam/NL, Gruppenausstellung[20]
- Pilotenküche ganz und gar, Leipzig/Baumwollspinnerei, Gruppenausstellung
- Flavors of Austria TAF the Art Foundation, Athens/GR, Gruppenausstellung

2007
- Museum Moderner Kunst, Wien, Stiftung Ludwig, Walter Koschatzky Kunstpreis 2007 – Ausstellung der nominierten Werke
- Galerie Frey, Wien, „RED“, Gruppenausstellung

2006
- Kunsthalle Krems, „REAL“, Gruppenausstellung
- Kunsthalle Krems, „Der beobachtete Beobachter“, Einzelausstellung[21]

## Öffentliche Sammlungen
- Graphische Sammlung Albertina, Wien
- HIDDEN COLLECTION – Die Sammlung Jacques Carrio
- ARTcollection Strabag, Austria
- Sammlung/Museum Angerlehner, Thalheim/Wels, Austria
- The Granary – Melva Bucksbaum and Ray Learsy Collection
- Sammlung Lenikus, Wien[22]
- SNS REAAL Fonds NOG Collection, NL
- C-Collection, Liechtenstein[23]
- Sammlung der Stadt Wien, Musa
- Sammlung Leopold, Wien
- Kunstsammlung, Universität für angewandte Kunst, Wien[24]
- Kunstsammlung Ternitz, Niederösterreich

## Preise und Stipendien
- 2014 „MEGABOARD ART WALLs 2014“, 1. Platz[25]
- 2010 Kunstpreis „Young & Collecting 2010“ Art Amsterdam / SNS REAAL Fonds
- 2009 Grand Prix of the 1st Danube Biennale, Danubiana Meulensteen Art Museum, Bratislava
- 2007 Kunstpreis der Stadt Pöchlarn, 1. Platz
- 2007 Walter Koschatzky Kunstpreis 2007, 2. Platz
- 2004 Sophie und Emanuel Fohn Stipendium
- 2004 Kunstpreis der Stadt Ternitz, 1. Platz